# Abhinav Bindra

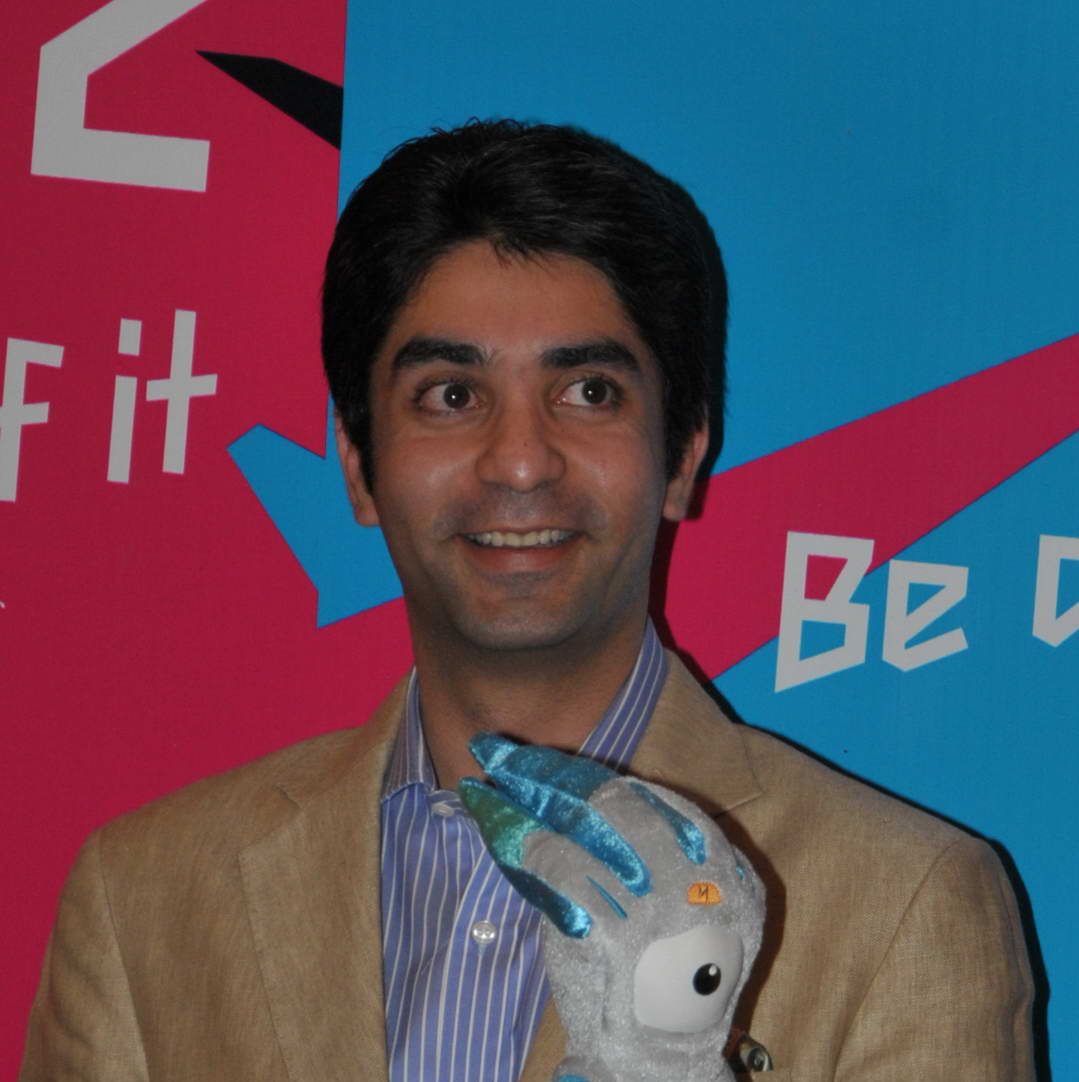
Abhinav Bindra

Abhinav Bindra (Panjabi: ਅਭਿਨਵ ਬਿੰਦਰਾ; * 28. September 1982 in Dehra Dun) ist ein indischer Sportschütze in der Disziplin Luftgewehr.
Abhinav Bindra wurde von J.S. Dhillon entdeckt und wird seit 2000 von der Schweizerin Gaby Bühlmann trainiert. Der Halbprofi nahm erstmals 2000 in Sydney an Olympischen Sommerspielen teil. Bei einem Wettbewerb in München stellte er 2001 einen Weltrekord auf. 2002 gewann der studierte Betriebswirt die Commonwealth Games in Manchester und wurde anschließend mit dem bedeutendsten Sportpreis Indiens, dem Rajiv Gandhi Khel Ratna, ausgezeichnet, nachdem er schon 2001 mit dem Arjuna Award bedacht wurde. Er nahm 2004 bei den Olympischen Spielen in Athen teil und erreichte dort den Endkampf mit dem Luftgewehr auf 10 Meter. Im Endkampf belegte der Chandigarher mit 694.6 Ringen den siebten Rang. Ein Jahr später belegte er bei den Asienmeisterschaften in Bangkok den vierten Platz mit 695,3 Ringen. Einen ersten herausragenden Erfolg auf internationaler Ebene erreichte Bindra 2006 bei der Weltmeisterschaft in Zagreb, wo er den Titel mit dem Luftgewehr gewann. Der größte Erfolg wurde zwei Jahre später der Gewinn der Goldmedaille bei den Olympischen Spielen 2008 in Peking. Es war die erste Goldmedaille für einen Inder in einer Einzeldisziplin, alle anderen acht Goldmedaillen Indiens gewannen bis zu Bindras Triumph die Hockeyherren.

## Auszeichnungen
- 2000: Arjuna Award
- 2001: Rajiv Gandhi Khel Ratna
- 2009: Padma Bhushan[2]